# Yolalan, Bitlis
Yolalan là một thị trấn thuộc thành phố Bitlis, tỉnh Bitlis, Thổ Nhĩ Kỳ. Dân số thời điểm năm 2011 là 2.735 người.